# Макашарипов, Мурад Рамазанович
Мурад Рамазанович Макашарипов (29 июля 1997) — российский спортсмен, призёр чемпионата России по боевому самбо.

## Биография
3 марта 2019 года в Казани стал бронзовым призёром чемпионата России. 29 мая 2019 года ему было присвоено звание мастер спорта России по самбо. В декабре 2020 года в Нальчике стал бронзовым призёром чемпионата СКФО.

## Спортивные достижения
- Чемпионат России по самбо 2019 — ;